# 通用儲值票

1993年版通用儲值票

通用儲值票（英語：Common Stored Value Ticket）是一種在香港數種公共交通工具通用的多程儲值磁性車票，在1984年10月15日啟用，並自1999年1月2日起停止使用。

## 歷史
1980年6月，地鐵公司（即現港鐵）推出多程車票，與單程票一樣，採用有磁帶的膠質車票，票值用完後，會被出閘機收回。
1981年3月29日，地鐵推出更具彈性的儲值車票，取代多程車票。
1984年10月15日，九廣鐵路英段票務系統自動化，同時接受這種車票（羅湖站及頭等除外），並由當時兩鐵經理於九龍塘站舉行儀式。這種車票便改由地鐵與九鐵聯合發行，並命名為「通用儲值票」。
1999年1月2日，隨著具有多重用途的八達通卡普及，通用儲值票停用。

## 功能及優惠
為經常乘搭地鐵的乘客，可省卻每次購買單程票的不便，地鐵公司於1980年推出地鐵多程票。1981年，以更具彈性地鐵儲值票取代，提供HK$30至HK$200不等的數款售價，讓乘客一次過購買，然後以之乘搭地鐵時扣除票值以繳付該程車費，省卻每次購買單程票的不便。當完成該次車程，而其票值為$0時即告用罄，就會在出閘時由閘機收回。部份售價較高的通用儲值票，附送額外的票值，其票值比售價略高。此外，使用儲值票乘搭地鐵，其收費還往往比使用單程票便宜8至10%，以補償乘客預繳車費的利息損失。另外，還設有尾程優惠，即使儲值票餘額不足以繳付該程車資，仍可免補差價，以之乘搭最後一次地鐵。而學生半價的優惠，亦是同於那時起出現。由於儲值票的磁帶可儲存資料，故1980年代末期地鐵能夠藉此提供彈性上班收費和東隧過海優惠。
1984年，九鐵票務系統自動化，採用和地鐵類似的相同大小磁性車票，同時接受儲值票（只適用於九龍站（即現紅磡站）至上水站普通等車廂。羅湖站須使用羅湖儲值票，或逐次購買單程票或來回票。頭等車廂則不設任何儲值票，只可逐次購買頭等單程票或購買頭等附加票；儲值票使用者不可以使用憑此票繳付頭等車資。因應地鐵儲值票適用範圍擴展至九鐵，改稱「通用儲值票」。
當時兩鐵的車站均設有驗票機，讓乘客查詢通用儲值票的剩餘票值及有效日期。而通用儲值票亦可於各地鐵的票務處及恒生銀行辦事處、九鐵的售票處購買。
通用儲值票的有效期分別為：三個月（1984～1985年間）、六個月（1985～1993年間）及九個月（1993～1998年間），自購票當日起計算。有效日期過後，則作無效票論，不能作任何交易，亦不可退回餘額。持票人需要在車票有效期內用完車票餘額。
1989年，九巴及城巴少量接駁地鐵站的路線，巴士上上車的位置，增設通用儲值票讀票機，以接受通用儲值票付款，而且更同樣可享用分段收費。
通用儲值票當時亦曾如今日的八達通般，除了繳付公共交通工具車費外更擴展至其他零售用途，例如在快餐店或自助證件相機付款等。中環及太古城的連鎖快餐店大家樂當年曾試用通用儲值票快餐收費機。1991年7月，有傳媒報導市政總署有計劃接納通用儲值票支付泳池收費。同年12月，九巴亦擴大通用儲值票使用範圍，並訂購了額外二百部收費機。
另外，在1988年至1997年間，地鐵和九鐵亦有聯合推出供訪港遊客使用之通用儲值票，參見遊客紀念票。

### 尾程優惠
為了回收票值將近用盡的通用儲值票，並省回為最後一程車程補票的手續，通用儲值票設有尾程優惠，意指乘搭地鐵或九鐵時，即使其票值餘額不足以繳付該程車資，仍可免補差價，以之乘搭最後一次地鐵或九鐵，然後在出閘時由閘機收回。所以不少人特意把通用儲值票用至只剩餘一元幾毫，甚至HK$0.1，然後留待要乘搭地鐵過海等收費較高的長途車程時才使用，便可節省約十元計的車資。
但巴士則因讀票機不能收回通用儲值票，所以尾程優惠於乘搭巴士時並不適用。若通用儲值票的票值餘額，是相等於或少於該程巴士車費，巴士的讀票機是不會接受，乘客便須以現金繳付車費。例如巴士車費HK$2.6，那通用儲值票的票值餘額，即使剛好是HK$2.6，讀票機也不會接受，須最少為HK$2.7。這是因若扣除巴士車費後，其票值餘額為HK$0，該票即告用罄，理應被收回，但巴士的讀票機不能收回通用儲值票之故。

## 價格及設計

### 1984年～1989年
下表列出了1984年香港通用儲值票的各種售價和票值。為吸引乘客使用，部份售價較高的通用儲值票，附送額外的票值，其票值比售價略高。
| 售價   | 票值(右者為1986年起)    |
| ------ | ----------------------- |
| HK$10  | HK$20（小童票及學生票） |
| HK$30  | HK$30                   |
| HK$50  | HK$54/HK$50             |
| HK$100 | HK$110/HK$103           |
| HK$200 | HK$228/HK$212           |

- 通用儲值票的有效期，初期為三個月，直至1985年5月31日港島綫通車後才增至六個月。1985年，推出HK$200面值之通用儲值票。1986年，HK$30面值之成人通用儲值票於因票值太低而取消。同年，成人通用儲值票，改為發售只印有售價（HK$50、HK$100及HK$200）的儲值票，而原本的印有售價及附送票值的儲值票（HK$50+4、HK$100+10及HK$200+28）則停售。同時改為只有HK$100及HK$200的儲值票才有附送票值，且有所減少，HK$100面值之車票有HK$103票值，而HK$200之車票則有HK$212票值。

- 最初的小童及學生通用儲值票， 乘搭地鐵和九鐵是會扣除成人車費，因此票值HK$20的小童及學生票，便以HK$10半價發售，以變相提供小童及學生半價優惠。至1987年，改為對小童及學生通用儲值票扣除半價車費，才改為以HK$20發售。
- 1981年起，香港政府設立「學生乘搭車船優待證計劃」，所有12至25歲的日校學生，無須任何經濟狀況調查，均獲發「學生乘搭車船優待證」，憑證可以成人收費的半價乘搭公共交通工具。政府同時撥款予公共交通營辦商，以彌補其因而損失的收入。1988年，政府修訂此計劃，取消前述優待證及撥款，改為向學生或其家庭發放資助。各公共交通營辦商，因不再獲有關撥款，陸續取消學生優惠，從此所有年滿12歲的乘客，包括學生，均須付成人收費，一直至今。而小童（3至11歲）優惠則保留。唯有地鐵公司，仍自資保留12至25歲學生車費優惠，設「地鐵學生乘車優惠計劃」（即現「港鐵學生乘車優惠計劃」），向附合一定條件的12至25歲學生，發出「地鐵學生乘車證」（後來輾轉演變至現「學生身分」個人八達通」），憑證乘搭地鐵，可使用小童及學生通用儲值票或小童及學生單程票，車費約為成人車費的半價（下稱「特惠車費」），此計劃一直延續至今。而九鐵則一如其他公共交通營辦商，僅保留小童（3至11歲）優惠，所有年滿12歲的乘客，包括學生，均須付成人收費，不設學生車費優惠。而亦由於小童及學生通用儲值票，適用於3歲小童至25歲學生，閘機無法分辨此票使用者是3至11歲的「小童」，還是12至25歲的「學生」，故使用此票乘搭12歲即須付成人車費的九鐵，會被改扣成人車費。九鐵為保留小童車費優惠，便推出「九廣鐵路小童儲值票」，有效期同樣為6個月，供3至11歲小童使用此票乘搭九鐵，會扣除小童優惠車費，同樣約為成人車費的半價，此票不可用於羅湖站、頭等車廂、地鐵、巴士。

### 1990年～1992年
1990年9月1日，取消小童及學生通用儲值票，把「小童」（3至11歲）及「學生」（12至25歲，持有效地鐵學生乘車證）分家，推出HK$20的小童儲值票及HK$30的學生儲值票。1992年5月，推出長者儲值票 ，供65歲及以上長者使用，以配合當時剛推出的長者乘車優惠：
| 種類          | 售價  | 票值  |
| ------------- | ----- | ----- |
| $20小童儲值票 | HK$20 | HK$20 |
| $20長者儲值票 | HK$20 | HK$20 |
| $30學生儲值票 | HK$30 | HK$30 |

- 成人儲值票，有HK$50、HK$100（票值HK$103）、HK$200（票值HK$212）三種。
- 小童儲值票，只設HK$20一種，供3至11歲小童使用，乘搭地鐵、九鐵、九巴、城巴，會扣除小童優惠車費，約為成人車費的半價。同時九廣鐵路小童儲值票停售，已售出的仍可繼續使用。
- 學生儲值票，只設HK$30一種，供12至25歲、持有效地鐵學生乘車證的學生使用。使用此票乘搭地鐵，須同時持有有效地鐵學生乘車證，會扣除特惠車費。至於九鐵、九巴及城巴，則如前述，所有年滿12歲的乘客，包括學生，均須付成人收費，不設學生優惠，故使用此票乘搭此三種交通工具，會扣除成人車費。

### 1993年～1999年
1993年9月，轉用高磁力效應的車票，全面更換票面的設計，改為以銀灰色為底色，不同的票值以不同顏色的橫間表示。同時取消HK$50成人儲值票，改為推出$70成人儲值票，票價及票值均為HK$70。有效期亦由六個月增至九個月。
1994年，推出$50學生儲值票，票價HK$50，票值HK$52。
1997年9月1日，推出非接觸式智能卡「八達通」，逐步取代通用儲值票。
1998年8月31日，通用儲值票停售。
1999年1月2日，通用儲值票停用，八達通完全取代通用儲值票。

## 曾接受香港通用儲值票的機構及用途

### 繳付車費
- 地鐵（1980年）
- 九廣鐵路英段（羅湖站、頭等車廂除外）（1984年）
- 九巴 （僅限少量接駁地鐵站路線）（1989年）
- 城巴 （僅限少量接駁地鐵站路線）（1989年）

### 餐飲付款
- 大家樂快餐店（僅限中環及太古城分店）

### 服務付款
- 部份自動照相服務

## 取代
在通用儲值票逐漸普及之際，地鐵公司於1993年檢討其車票收費系統及長遠發展策略。研究報告指出，雖然通用儲值票廣受大眾接受，但系統發展已接近極限。而非接觸式智能卡收費系統，有潛力取代通用儲值票，成為下一代收費系統。1994年，地鐵、九鐵、城巴、九巴和油蔴地小輪，組成聯俊達公司（而聯俊達公司股東，亦因應巴士及渡輪公司更替，被新世界第一巴士服務有限公司及新渡輪服務有限公司取代）研究新的電子貨幣系統，即是今日的八達通。
1997年9月1日，八達通正式推出，逐步取代通用儲值票。通用儲值票於1998年8月31日起停售，1999年1月2日起停用。而巴士上的通用儲值票讀票機，亦最遲於1999年初前移除，改為八達通收費器。

## 外部連結
- 香港鐵路大典上的相关条目：通用儲值票